# Национализация
Национализация е актът на прехвърляне на частна собственост, а понякога и общинска собственост, в държавна собственост. Например: ферма или банка се отнемат от собственика и се прехвърлят на държавата. Обратният процес на прехвърляне на държавна в частна собственост се нарича приватизация.
Основен въпрос при национализацията е справедливата компенсация на предишния собственик. Най-противоречиви са национализациите, при които компенсация не се изплаща или тя е неоправдано ниска (експроприация). Много национализации чрез експроприация са извършени след идването на власт на комунистически режими, за които това е основна част от идеологията.